# 奧斯塔皮夫卡 (盧布尼區)
50°1′41″N 32°48′7″E / 50.02806°N 32.80194°E
奧斯塔皮夫卡（烏克蘭語：Остапівка），是烏克蘭的村落，位於該國中部波爾塔瓦州，由盧布尼區負責管轄，距離博戈達里夫卡1.5公里，海拔高度132米，2001年人口454。